# Umbreon
Umbreon (japanski: ブラッキー Burakkī) jedan je od 1025 fiktivnih vrsta Pokémona iz medijske franšize Pokémon, skupa Pokémon videoigara, animiranih serija, manga stripova, knjiga, igraćih karata i drugih medija kojima je tvorac Satoshi Tajiri. Svrha je Umbreona u videoigrama, animiranoj seriji i manga stripovima, kao i svrha ostalih Pokémona, borba s divljim Pokémonima – neukroćenim stvorenjima koje igrači i likovi pronalaze dok kreću na razne avanture – i pripitomljenim Pokémonima drugih Pokémon trenera.
Umbreonovo ime dolazi od latinske riječi "umbra", što znači sjena. Sufiks –eon zajednički je za sve evolucije Eeveeja. Njegovo japansko ime, Burakkī, označava boju njegova krzna i njegova Mračnog tipa.

## Biološke karakteristike
Umbreon je četveronožan sisavac koji nalikuje crnim mačkama. Prekriven je kratkim crnim krznom, sa žutim prstenjem na nogama, repu, ušima i čelu. Ovi prstenovi svijetle kada su izloženi mjesečini ili u borbi, a njihovu moć regulira mjesečev ciklus. Njegove su oči crvene boje s crnim zjenicama. Ima neobičnu sposobnost kada je u opasnosti; može poprskati protivnika otrovnim znojem iz svojih pora. Izgleda vrlo poput mačke, baš kao i njegov kolega, Espeon.
Umbreon se razvija pod utjecajem trenerove ljubavi i mjesečeve svjetlosti. Preferira vrebati u tami i čekati protivnikov sljedeći potez. Hodanje po dnevnom svjetlu izaziva stres i nelagodu kod Umbreona. Tijekom noći punog mjeseca, ili ako je Umbreon uzbuđen, žuto prstenje na njegovom tijelu počne sjati te sam prizor tjera strah u srca onih u blizini.

## U videoigrama
Umbreona se ne može naći u divljini u većini Pokémon igara. Mora ga se razviti iz Eeveeja stjecanjem iskustva tijekom noći kada mu je Sreća na maksimumu, ili koristeći Mjesečevu krhotinu (koja je različita od Mjesečevog kamena) u Pokémon XD: Gale of Darkness. Zbog toga, Umbreonova dostupnost izravno ovisi o dostupnosti Eeveeja. Jedina je iznimka Pokemon Colosseum, gdje igrač igru započinje s Espeonom i Umbreonom. Umbreon je bio jedini "čistokrvni" Mračni Pokémon u drugoj generaciji Pokémona, što je značilo da nije imao dvostruku slabost kao drugi Mračni Pokémoni poput Houndooma i Murkowa te je bio omiljeniji izbor između ostala dva Pokémona.
Umbreonov iznad prosječan Defense, Special Defense i HP daju mu veliku količinu izdržljivosti. Sposoban je oduprijeti se napadima mnogih Pokémona, što ga čini popularnim obrambenim Tenkom. Kao i većina Tenkova u Pokémon svijetu, i Umbronov je Attack status ispod prosjeka. Ali može koristiti veliku paletu "mučnih" tehnika, kao što su Toksin (Toxic), Zbunjujuća zraka (Confuse Ray) i Podmukli pogled (Mean Look). Ako mu se još doda tehnika Mjesečine (Moonlight) kako bi se Umbreon sam oporavljao, protivnici će se kad-tad onesvijestiti. Još je jedna mogućnost umjesto Podmuklog pogleda, Umbreona naučiti TM Psihičku (Psychic), da bi se mogao suprotstaviti Borbenim Pokémonima.

## U animiranoj seriji
U epizodi 185, obitelj od petoro sestara iz grada Ecruteaka (kao i Braća Eevee iz epizode 40 trenerice su različitih evolucija Eeveeja, uključujući Vaporeona, Jolteona, Flareona i Umbreona. Sestre se ponovo pojavljuju u epizodi 228, te Tim Raketa ponovo pokuša ukrasti njihove Pokémone, no bivaju spašeni od Asha i Sakurina Espeona.
Gary Oak, unuk Prof. Oaka i Ashov protivnik, ima Eeveja koji se razvije u Umbreona dok ovaj putuje Johto regijom. Garyjev Umbreon prvi se put pojavljuje u epizodi 173. Isti Umbreon postaje jedan od najvažnijih Garyjevih Pokémona u svim njegovim narednim pojavljivanjima.